# پی‌اچ
پی‌اچ یا پ هاش (به انگلیسی: pH) مقیاسی برای تعیین میزان اسیدی یا بازی بودن یک محلول آبی است. هرچه محلول اسیدی تر باشد عدد pH کوچکتر، و هر چه بازی تر باشد،عدد pH بزرگتری خواهد داشت. در دمای اتاق (۲۴.۹۹ درجه سلسیوس)، آب خالص نه خاصیت اسیدی و نه خاصیت بازی دارد و در نتیجه،عدد pH آن برابر ۷ خواهد بود.
در جدول ضمیمه مقدار pH درج شده برای هیدورکلریک اسید(کلریدریک اسید یا جوهر نمک) نیاز به تصحیح دارد و مقدار صحیح آن طبق نظر اکثر منابع  ۰ الی ۱ می‌باشد.
| ماده                 | pH                    |
| -------------------- | --------------------- |
| اسید کلریدریک        | {center\|-۱٫۰}        |
| اسید سولفوریک        | {center\|۰٫۵}         |
| اسید معده            | {center\|۱٫۵ – ۲٫۰}   |
| آبلیمو               | {center\|۲٫۴}         |
| نوشابه               | {center\|۲٫۵}         |
| سرکه                 | {center\|۲٫۹}         |
| پرتقال یا آبمیوه سیب | {center\|۳٫۵}         |
| رب گوجه فرنگی        | {center\|۴٫۰}         |
| ماء الشعیر           | {center\|۴٫۵}         |
| باران                | {center\|<۵٫۰}        |
| قهوه                 | {{center\|۵٫۰}        |
| چای                  | {{center\|۵٫۵}        |
| ادرار                | {center\|۶٫۰}         |
| شیر                  | {center\|۶٫۵}         |
| آب خالص              | {center\|۷٫۰ }        |
| آب دهان فرد سالم     | {center\|۶.۵ – ۷٫۴}   |
| خون                  | {center\|۷٫۳۴ – ۷٫۴۵} |
| آب دریا              | {center\|۷٫۷۸ –۸٫۳}   |
| صابون                | {center\|۹٫۰ – ۱۰٫۰}  |
| آمونیاک              | {center\|۱۱٫۵}        |
| ماده سفید کننده      | {center\|۱۲٫۵}        |
| سود سوزآور           | {center\|۱۳٫۵}        |

مقیاس pH یک مقیاس لگاریتمی بوده و نشان دهنده معکوس غلظت یون هیدرونیوم موجود در محلول است (یعنی هر چه pH کمتر باشد، غلظت یون هیدرونیوم (یا به اختصار هیدروژن) بیشتر است). این به آن دلیل است که رابطه مورد استفاده برای محاسبه pH تخمین منفی لگاریتم بر مبنای ۱۰ غلظت مولار یون‌های هیدروژن موجود در محلول می‌باشد. به صورت دقیق تر، pH منفی لگاریتم در مبنای ۱۰ فعالیت یون‌های هیدروژن است.
در دمای ۲۵ درجه سلسیوس، هر محلولی که pH کمتر از ۷ داشته باشد، اسیدی و هر محلولی که pH بزرگتر از ۷ داشته باشد محلولی بازی خواهد بود. مقدار pH خنثی بستگی به دمای محیط دارد. هر چه دما بیشتر باشد مقدار pH خنثی از ۷ کمتر خواهد بود. مقدار pH برای اسیدهای فوق قوی حتی می‌تواند زیر ۰، و برای محلول‌های بازی فوق‌العاده قوی بالای ۱۴ شود.
مقدار pH محلول‌های آبی را می‌توان توسط الکترود شیشه ای (glass electrode) و pH سنج، یا توسط شناساگر پی‌اچ اندازه گرفت.

## تاریخچه
نخستین بار اس.پی.ال. سورانسن دانشمند دانمارکی در سال ۱۹۰۹ میلادی مقیاسی به نام pH را بنا کرد. و در سال ۱۹۲۴ برای تطبیق با تعاریف و اندازه‌گیری‌های موجود در سلول‌های الکتروشیمیایی در تعریف آن تجدید نظر شد. منظور دقیق حرف p در pH دقیقاً مشخص نیست و مورد اختلاف است، چرا که سورانسن دقیقاً مشخص نکرده که چرا از آن استفاده کرده‌است. سورانسن روشی را برای اندازه‌گیری اختلاف پتانسیل (potential) شرح داده، که نشان دهنده‌ی توانِ (یا power) ۱۰ غلظت یون‌های هیدروژن است. در نتیجه p می‌تواند هم به "power" و هم به "potential" اشاره داشته باشد. حتی ممکن است او به صورت فرضی محلول تست را "p" و محلول مرجع را "q" نامیده باشد.

## تعریف
pH به صورت لگاریتم در مبنای ۱۰ معکوس فعالیت یون‌های هیدروژن، {\displaystyle a_{H+}}، در یک محلول تعریف می‌شود:
{\displaystyle {\ce {pH}}=-\log _{10}(a_{{\ce {H+}}})=\log _{10}\left({\frac {1}{a_{{\ce {H+}}}}}\right)}
برای مثال برای محلولی با فعالیت یون‌های هیدروژنی برابر 5×10−6 خواهیم داشت: 1/(5×10−6) = ۲×105 و در نتیجه pH محلول برابر است با:
log10(2×105) = ۵٫۳
- در دمای اتاق (pH (298K آب خالص را ۷ در نظر می‌گیریم. زیرا در این دما غلظت یون هیدرونیم در آب خالص برابر۷-۱۰است.
- در دمای اتاق (298K) گسترهٔ بازهٔ pH از (۱۴ ~ ۰) است. عدد صفر اسیدی‌ترین محیط و عدد ۱۴ بازی‌ترین محیط را مشخص می‌کند. در چنین دمایی، محلولی با pH = ۷ خنثی در نظر گرفته می‌شود.
- با بالا بردن دما، گسترهٔ بازهٔ pH کمتر می‌شود. برای مثال در دمای ۳۵۸K این بازه به (۱۳~۰) تغییر می‌کند. در نتیجه در چنین دمایی، محلولی با pH=۶٫۵ را خنثی فرض خواهیم کرد.

## شناساگرها (Indicators)

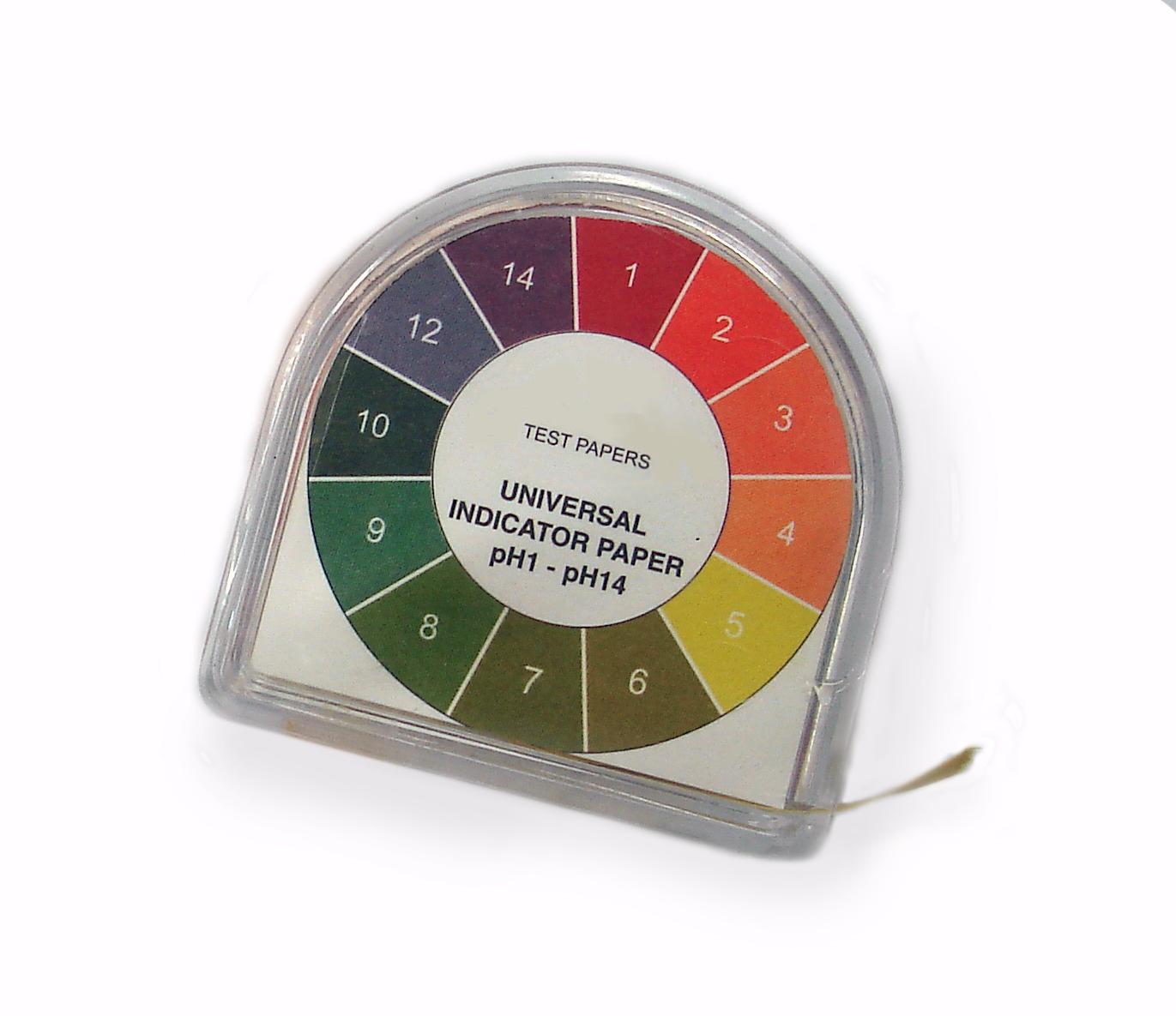
نمونه‌ای از شناساگر یونیورسال. رنگ‌های موجود در راهنما مقدار pH را معین می‌کنند.

برای تعیین pH محلول‌ها می‌توان از شناساگرها استفاده کرد. شناساگرها در محیط‌های اسیدی یا بازی به رنگ‌های متفاوتی درمی آیند. با مقایسه چشمی رنگ‌های یک جدول راهنما با رنگ کاغذ پس از آغشتن آن در محلول می‌توان به صورت تقریبی مقدار pH را معین کرد. استفاده از شناساگرهای کاغذی می‌تواند با خطای زیادی همراه باشد، به همین دلیل اگر به دقت بالایی نیاز باشد از pH سنج‌های الکترونیکی استفاده می‌شود.